# Vilusi (Estonia)
Vilusi − wieś w Estonii, w prowincji Virumaa Wschodnia, w gminie Lohusuu.